# Bromelia antiacantha
Bromelia antiacantha là một loài thực vật có hoa trong họ Bromeliaceae. Loài này được Bertol. mô tả khoa học đầu tiên năm 1824.

## Hình ảnh

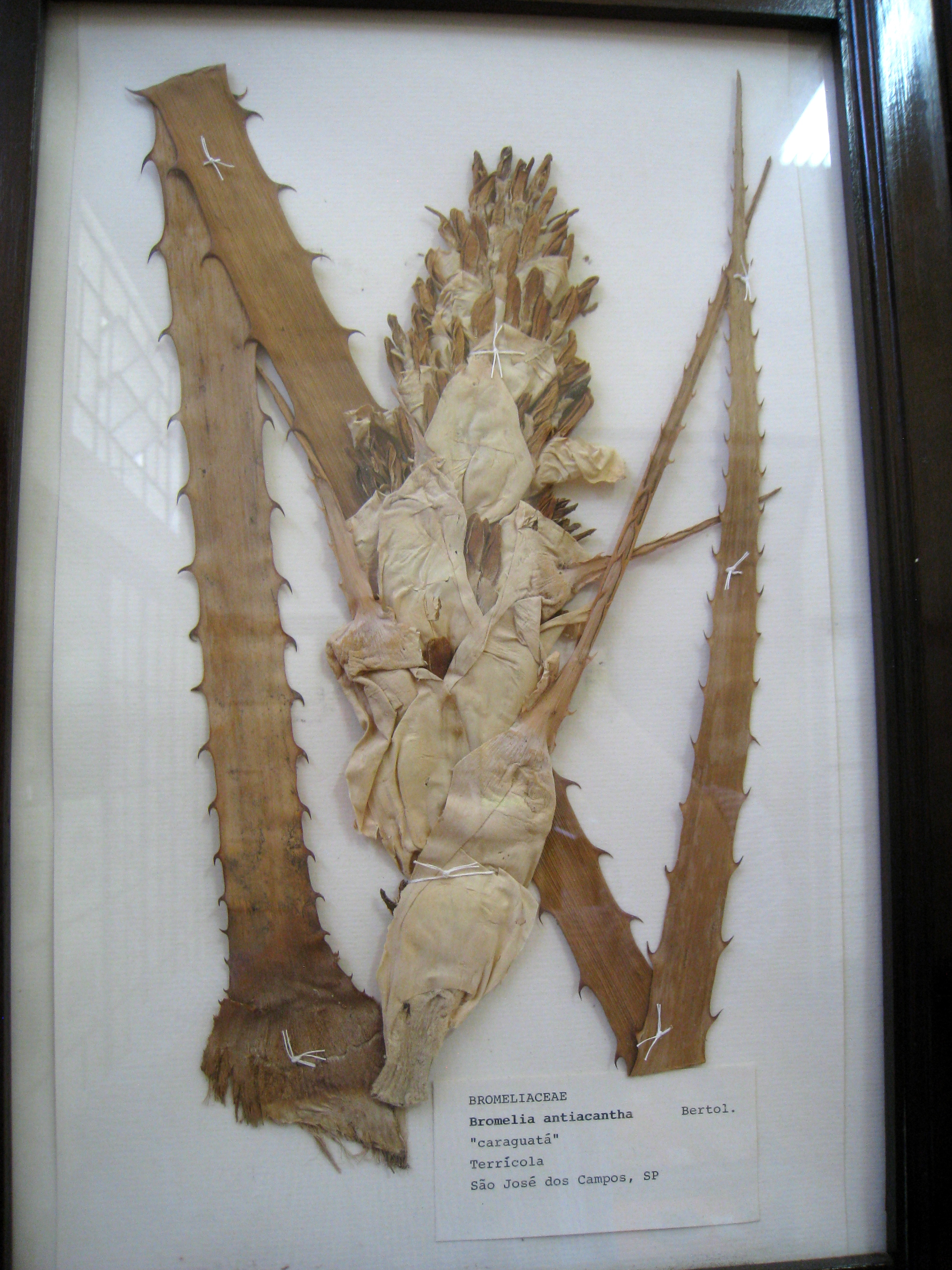
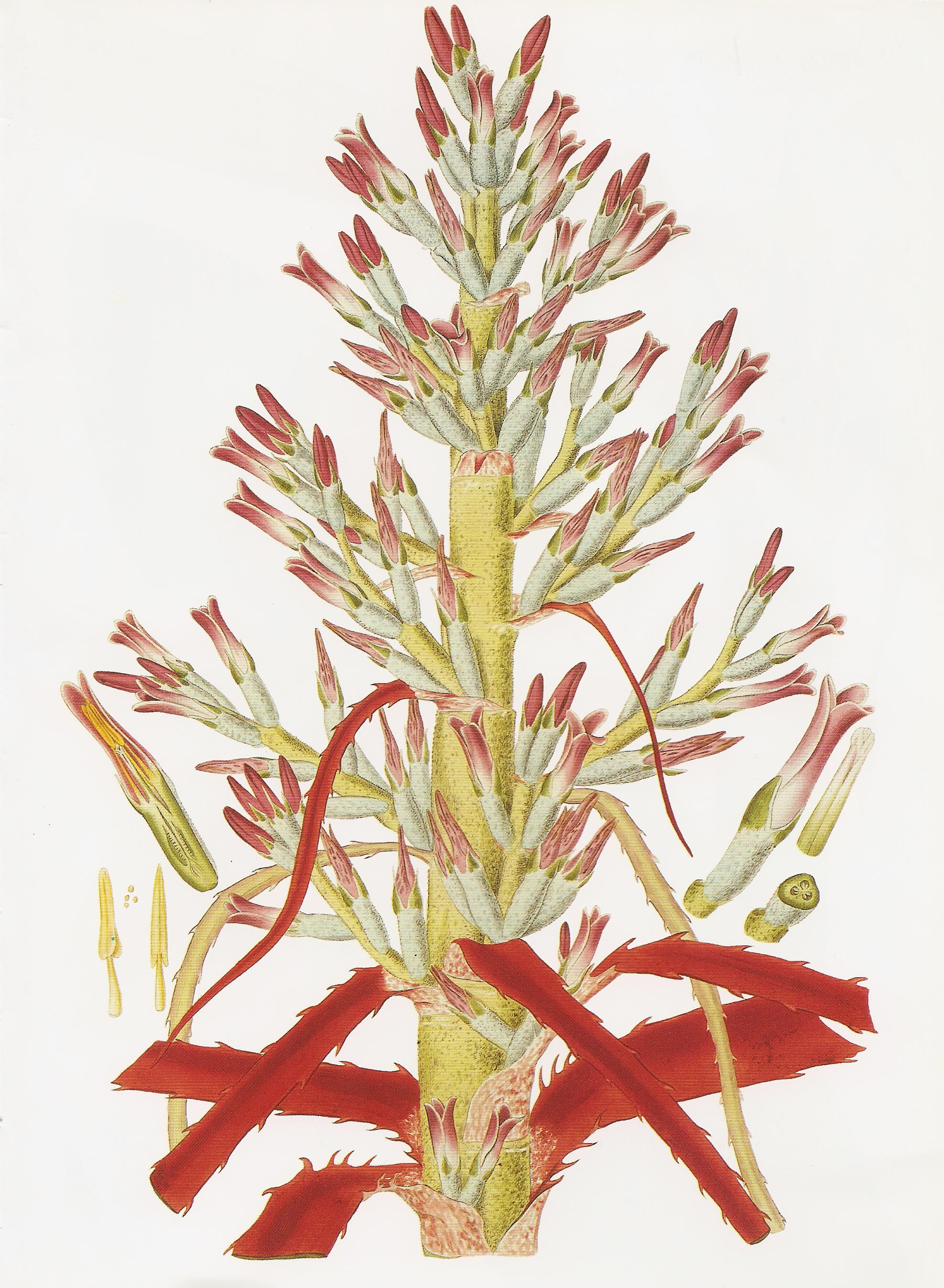
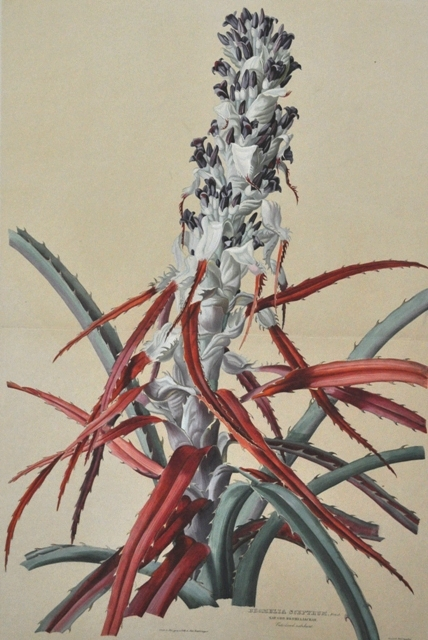